# Slough (circonscription du Parlement britannique)
Pour les articles homonymes, voir Slough (homonymie).
Circonscription parlementaire de la Chambre des communes
La circonscription de Slough est une circonscription parlementaire britannique représentée à la Chambre des communes du Parlement britannique par Tanmanjeet Singh Dhesi, membre du Parti travailliste, depuis les élections générales de 2017 au Royaume-Uni. Slough était représentée depuis 1997 par Fiona Mactaggart, également du Parti travailliste, jusqu'à ce qu'elle quitte la politique.

## Members of Parliament
| Élection | Élection | Membre                 | Membre | Parti        |
| -------- | -------- | ---------------------- | ------ | ------------ |
|          | 1983     | John Watts             |        | Conservateur |
|          | 1997     | Fiona Mactaggart       |        | Travailliste |
|          | 2017     | Tanmanjeet Singh Dhesi |        | Travailliste |

## Élections

### Élections dans les années 2010
| Parti         | Parti                | Candidat               | Voix   | %    | ±    |
| ------------- | -------------------- | ---------------------- | ------ | ---- | ---- |
|               | Travailliste         | Tanmanjeet Singh Dhesi | 29,421 | 57,6 | -5.3 |
|               | Conservateur         | Kanwal Toor Gill       | 15,781 | 30,9 | -0.7 |
|               | Libéral Démocrate    | Aaron Chahal           | 3,357  | 6,6  | +4.2 |
|               | Brexit               | Delphine Grey-Fisk     | 1,432  | 2,8  | N/A  |
|               | Green                | Julian Edmonds         | 1,047  | 2,1  | N/A  |
| Majorité      | Majorité             | Majorité               | 13,640 | 26,7 | -4.6 |
| Participation | Participation        | Participation          | 51,038 | 58,2 | -7.2 |
|               | Travailliste retenir | Travailliste retenir   | Swing  | -2.3 |      |

| Parti         | Parti                | Candidat               | Voix   | %    | ±     |
| ------------- | -------------------- | ---------------------- | ------ | ---- | ----- |
|               | Travailliste         | Tanmanjeet Singh Dhesi | 34,170 | 62,9 | +14.4 |
|               | Conservateur         | Mark Vivis             | 17,172 | 31,6 | -1.7  |
|               | Libéral Démocrate    | Tom McCann             | 1,308  | 2,4  | -0.2  |
|               | UKIP                 | Karen Perez            | 1,228  | 2,3  | -10.7 |
|               | Indépendant          | Paul Janik             | 417    | 0,8  | +0.8  |
| Majorité      | Majorité             | Majorité               | 16,998 | 31,3 | +16.1 |
| Participation | Participation        | Participation          | 54,295 | 65,4 | +9.5  |
|               | Travailliste retenir | Travailliste retenir   | Swing  | +8.0 |       |

| Parti         | Parti                | Candidat             | Voix   | %    | ±     |
| ------------- | -------------------- | -------------------- | ------ | ---- | ----- |
|               | Travailliste         | Fiona Mactaggart     | 23,421 | 48,5 | +2.7  |
|               | Conservateur         | Gurcharan Singh      | 16,085 | 33,3 | −1.0  |
|               | UKIP                 | Diana Coad           | 6,274  | 13,0 | +9.8  |
|               | Libéral Démocrate    | Tom McCann           | 1,275  | 2,6  | −11.9 |
|               | Green                | Julian Edmonds       | 1,220  | 2,5  | +1.4  |
| Majorité      | Majorité             | Majorité             | 7,336  | 15,2 | +3.6  |
| Participation | Participation        | Participation        | 48,275 | 55,9 | −6.0  |
|               | Travailliste retenir | Travailliste retenir | Swing  | +1.8 |       |

| Parti         | Parti                | Candidat             | Voix   | %    | ±    |
| ------------- | -------------------- | -------------------- | ------ | ---- | ---- |
|               | Travailliste         | Fiona Mactaggart     | 21,884 | 45,8 | −0.4 |
|               | Conservateur         | Diana Coad           | 16,361 | 34,3 | +7.9 |
|               | Libéral Démocrate    | Chris Tucker         | 6,943  | 14,5 | −2.2 |
|               | UKIP                 | Peter Mason-Apps     | 1,517  | 3,2  | −0.5 |
|               | Green                | Miriam Kennet        | 542    | 1,1  | −0.9 |
|               | Christian            | Sunil Chaudhary      | 495    | 1,0  | N/A  |
| Majorité      | Majorité             | Majorité             | 5,523  | 11,6 | -9.6 |
| Participation | Participation        | Participation        | 47,742 | 61,9 | +8.1 |
|               | Travailliste retenir | Travailliste retenir | Swing  |      |      |

### Élections dans les années 2000
| Parti         | Parti                | Candidat             | Voix   | %    | ±     |
| ------------- | -------------------- | -------------------- | ------ | ---- | ----- |
|               | Travailliste         | Fiona Mactaggart     | 17,517 | 47,2 | −11.1 |
|               | Conservateur         | Sheila Gunn          | 9,666  | 26,1 | −0.1  |
|               | Libéral Démocrate    | Thomas McCann        | 5,739  | 15,5 | +5.0  |
|               | Respect              | Ajaz Khan            | 1,632  | 4,4  | N/A   |
|               | UKIP                 | Geoff Howard         | 1,415  | 3,8  | +1.9  |
|               | Green                | David Wood           | 759    | 2,0  | N/A   |
|               | Indépendant          | Paul Janik           | 367    | 1,0  | N/A   |
| Majorité      | Majorité             | Majorité             | 7,851  | 21,2 | -10.9 |
| Participation | Participation        | Participation        | 37,095 | 50,5 | −2.9  |
|               | Travailliste retenir | Travailliste retenir | Swing  | −5.5 |       |

| Parti         | Parti                | Candidat             | Voix   | %    | ±     |
| ------------- | -------------------- | -------------------- | ------ | ---- | ----- |
|               | Travailliste         | Fiona Mactaggart     | 22,718 | 58,3 | +1.6  |
|               | Conservateur         | Diana Coad           | 10,210 | 26,2 | −3.1  |
|               | Libéral Démocrate    | Keith Kerr           | 4,109  | 10,5 | +3.2  |
|               | Indépendant          | Tony Haines          | 859    | 2,2  | +1.6  |
|               | UKIP                 | John Lane            | 738    | 1,9  | N/A   |
|               | Indépendant          | Choudry Nazir        | 364    | 0,9  | N/A   |
| Majorité      | Majorité             | Majorité             | 12,508 | 32,1 | +4.7  |
| Participation | Participation        | Participation        | 38,998 | 53,4 | −14.5 |
|               | Travailliste retenir | Travailliste retenir | Swing  |      |       |

### Élections dans les années 1990
| Parti         | Parti                                   | Candidat                                | Voix   | %    | ±     |
| ------------- | --------------------------------------- | --------------------------------------- | ------ | ---- | ----- |
|               | Travailliste                            | Fiona Mactaggart                        | 27,029 | 56,6 | +12.9 |
|               | Conservateur                            | Peta Buscombe                           | 13,958 | 29,2 | −15.4 |
|               | Libéral Démocrate                       | Chris Bushill                           | 3,509  | 7,4  | +0.4  |
|               | Libéral                                 | Anne Bradshaw                           | 1,835  | 3,8  | +1.3  |
|               | Référendum                              | Terence J. Sharkey                      | 1,124  | 2,4  | N/A   |
|               | Indépendant                             | Paul P. Whitmore                        | 277    | 0,6  | N/A   |
| Majorité      | Majorité                                | Majorité                                | 13,071 | 27,4 | N/A   |
| Participation | Participation                           | Participation                           | 47,732 | 67,9 | −10.3 |
|               | Travailliste vainqueur sur Conservateur | Travailliste vainqueur sur Conservateur | Swing  |      |       |

| Parti         | Parti                    | Candidat             | Voix   | %    | ±    |
| ------------- | ------------------------ | -------------------- | ------ | ---- | ---- |
|               | Conservateur             | John Watts           | 25,793 | 44,6 | −2.3 |
|               | Travailliste             | Eddie Lopez          | 25,279 | 43,7 | +4.1 |
|               | Libéral Démocrate        | Peter Mapp           | 4,041  | 7,0  | −6.4 |
|               | Libéral                  | John Clark           | 1,426  | 2,5  | N/A  |
|               | Travailliste indépendant | Declan Alford        | 699    | 1,2  | N/A  |
|               | National Front           | Andy Carmichael      | 290    | 0,5  | N/A  |
|               | Natural Law              | Martin Creese        | 153    | 0,3  | N/A  |
|               | Indépendant              | Elizabeth Smith      | 134    | 0,2  | N/A  |
| Majorité      | Majorité                 | Majorité             | 514    | 0,9  | −6.5 |
| Participation | Participation            | Participation        | 57,815 | 78,0 | +2.1 |
|               | Conservateur retenir     | Conservateur retenir | Swing  | −3.3 |      |

### Élections dans les années 1980
| Parti         | Parti                | Candidat             | Voix   | %    | ±    |
| ------------- | -------------------- | -------------------- | ------ | ---- | ---- |
|               | Conservateur         | John Watts           | 26,166 | 47,0 | +4.1 |
|               | Travailliste         | Eddie Lopez          | 22,076 | 39,6 | +2.7 |
|               | Social Démocratique  | Michael Goldstone    | 7,490  | 13,4 | −5.1 |
| Majorité      | Majorité             | Majorité             | 4,090  | 7,4  | +1.4 |
| Participation | Participation        | Participation        | 55,732 | 75,9 | +4.4 |
|               | Conservateur retenir | Conservateur retenir | Swing  |      |      |

| Parti         | Parti                                  | Candidat           | Voix   | %    | ±    |
| ------------- | -------------------------------------- | ------------------ | ------ | ---- | ---- |
|               | Conservateur                           | John Watts         | 22,064 | 42,9 | +4.3 |
|               | Travailliste                           | Joan Lestor        | 18,958 | 36,9 | −6.7 |
|               | Social Démocratique                    | Nicholas Bosanquet | 9,519  | 18,5 | +7.2 |
|               | National Front                         | Graham John        | 528    | 1,0  | N/A  |
|               | Ecologie                               | Ian Flindall       | 325    | 0,6  | N/A  |
| Majorité      | Majorité                               | Majorité           | 3,106  | 6,0  | N/A  |
| Participation | Participation                          | Participation      | 51,394 | 71,5 | N/A  |
|               | Conservateur vainqueur (nouveau siège) |                    |        |      |      |

## Sources
- British Parliamentary Constituencies, A Statistical Compendium, by Ivor Crewe and Anthony Fox (Faber and Faber 1984).
- Official list of candidates nominated 2010 Slough Borough Council website accessed 21 April 2010